# Ambam
Ambam es una comuna camerunesa perteneciente al departamento de Vallée-du-Ntem de la región del Sur.
En 2005 tiene 41 089 habitantes, de los que 15 964 viven en la capital comunal homónima.
Se ubica sobre la carretera N2, unos 25 km al norte de la ciudad ecuatoguineana de Ebebiyín. Su territorio es fronterizo con la provincia gabonesa de Woleu-Ntem.

## Localidades
Comprende la ciudad de Ambam y las siguientes localidades:
- Abang Bethel
- Abang Minkok I
- Adjap
- Akak-Metom
- Akam-Bitam
- Akam-Messi
- Akina
- Akom-Bikak
- Akonetyé
- Akoulezok
- Ambam-Ayat
- Andom
- Assandjik
- Biléossi
- Bilik Bi Yama
- Bilik Bitho
- Bindameyos
- Biyi Eba
- Biyi Efack
- Ebozi I
- Ebozi II
- Ekoumedoum
- Elon
- Engout-Adjap
- Konemekak
- Kou'ou-Si
- Mbamessaobam
- Medjimi
- Medjounou
- Mefoup
- Mekaman
- Mekoé
- Mekomo
- Memvin
- Mengama
- Mengomo
- Messi-Messi
- Meyo Nyaka
- Meyo-Centre
- Meyo-Elié
- Mfenadoum
- Mfoul Okok
- Mindi-Mi-Oveng
- Minkok
- Minsele
- Minyin
- Ngang
- Ngom
- Ngom Essa Obam
- Nkan
- Nko'ombé
- Nkomelen
- Nkolefoulan
- Nkolekon
- Nkotoveng
- Nkoumekeke
- Nlono
- Nnezam
- Nong
- Npkwa-Evole
- Nsakoua
- Nselang
- Nsessoun
- Nyazanga
- Oveng
- Oveng-Essakoran
- Oveng-Essakoran
- Tho I
- Tho II
- Yama
- Yosma'an
- Zalom
- Zaminkam